# Louis Marin (philosophe)
Pour les articles homonymes, voir Louis Marin et Marin.
Louis Marin, né le 22 mai 1931 à La Tronche (Isère), mort le 29 octobre 1992 à Paris, est un philosophe, historien, sémiologue et critique d'art français.

## Biographie
Admis à l'École normale supérieure en 1950, il obtient en 1952 une licence de philosophie à la Sorbonne et est reçu à l'agrégation en 1953.
Après quelques années dans l'enseignement, il occupe deux postes au ministère des Affaires étrangères. En 1961, il est conseiller culturel à l'ambassade de France en Turquie, puis en 1964, il occupe le poste de directeur de l'Institut français de Londres. En 1967, Louis Marin est professeur dans l'enseignement supérieur à l'Université de Paris-Nanterre et à l'U.E.R. d'Arts Plastiques de Paris 1-Panthéon-Sorbonne.
Partant pour les États-Unis en 1970, il professe à l'université de San Diego en Californie. En 1973, il soutient son doctorat d'État et poursuit sa carrière en tant que professeur de littérature française à l'université Johns-Hopkins de 1974 à 1977.
De retour à Paris, il occupe le poste de directeur d'études à l'École des hautes études en sciences sociales (EHESS) en 1978. À partir de 1987, il est directeur du Centre de recherche sur les arts et le langage EHESS-CNRS.

## L'œuvre et la pensée

### Classicisme et modernité
L'œuvre de Louis Marin, diverse et profuse, peut être définie comme une histoire des systèmes sémiotiques, comme l'indiquait le titre de son cours à l'EHESS ; elle peut être considérée plus précisément comme une analyse politique de la représentation. Elle consiste pour une grande part en une relecture à la fois sémiologique et politique du XVIIe siècle français, moment essentiel, classique, de la théorie de la représentation. L'œuvre de Louis Marin se veut, par ce détour, une mise au jour des tensions, des opacités et des apories qui habitent la représentation et la théorie du signe classiques (formulée en particulier dans la Logique de Port-Royal), apparemment à rebours de la Modernité qui en avait fait le lieu d'une pure transparence et s'était établie précisément par son refus du primat classique de la représentation. En utilisant néanmoins les procédés d'analyse les plus modernes, essentiellement les outils de la linguistique de l'énonciation et de la pragmatique, et par ailleurs pénétré des analyses politiques de cette même modernité, ainsi de la thèse de Max Weber de l'État comme revendiquant le « monopole de la violence physique légitime », Marin réinscrit le XVIIe siècle français dans une genèse de la Modernité et restitue des problématiques oubliées ou déniées, qui éclairent singulièrement en retour la pensée moderne du signe, de la représentation et du pouvoir.

### Signes du pouvoir, pouvoirs des signes
Son point de départ réside dans une analyse croisée de la Logique ou l'Art de penser de Port-Royal, rédigée par Antoine Arnauld et Pierre Nicole, et des Pensées de Pascal, analyse qui fait l'objet de sa thèse de doctorat, publiée en 1975 sous le titre de La Critique du discours. La Logique, revisitée par la linguistique pragmatique dans les années 1960-1970, développe une théorie du signe linguistique dont, selon Louis Marin, Pascal mène la critique interne à Port-Royal, examinant ses conditions de possibilité et mettant au jour ses apories. De ce fait, par rapport aux sémiologues et linguistes contemporains, Louis Marin occupe une place très légèrement décalée, non seulement par cette démarche historienne, mais surtout par cet examen critique, au sens presque kantien du terme, que la référence à Pascal permet de mener au sujet d'un des textes fondateurs de la linguistique et de la sémiologie des années 1970. Le Portrait du roi met cette fois-ci l'accent sur la théorie pascalienne du signe pour en examiner plus avant les enjeux politiques, à partir de quelques fragments de la liasse V des Pensées, « Raison des effets » : Pascal permet ainsi à Louis Marin de théoriser conjointement les pouvoirs des signes et les signes du pouvoir, plus exactement d'examiner comme chiasme, échange, la relation entre les signes et les pouvoirs, vers une analyse politique du signe (les pouvoirs qu'exercent les signes sur les sujets qui en sont les destinataires, et qui sont par eux assujettis), réversible en analyse sémiologique du pouvoir (le pouvoir, davantage qu'une instance autonome, est l'effet, le produit d'un ensemble de signes ainsi coercitifs ou fascinants). Louis Marin examine dans la suite du Portrait du roi des analyses convergentes de la relation entre signes et pouvoirs chez La Fontaine, Racine, Perrault, et le Pascal des Trois Discours sur la condition des grands ; Le récit est un piège se concentre dans la même perspective à un objet sémiotique particulier, le récit, toujours sur ces quelques auteurs du XVIIe siècle français, au long de commentaires extrêmement méticuleux de fables, contes, récits et discours.

### Sémiologie de la peinture
Fort logiquement, le travail de Louis Marin s'ouvre assez rapidement sur les signes picturaux, sur la représentation de peinture et sa théorie au XVIIe siècle, surtout chez Poussin, Caravage et Philippe de Champaigne, avec les mêmes postulats et la même démarche minutieuse et attentive aux détails des œuvres. On retrouve dans son attention à la peinture le même dialogue entre classicisme et modernité, dans la mesure où Louis Marin écrit un ouvrage sur un peintre contemporain, Jean-Charles Blais, en sus de ses articles et ouvrages sur les peintres classiques.

### L'écriture de soi
Plus marginale mais néanmoins récurrente dans son œuvre, la question de l'autobiographie, qui est celle de la représentation que le sujet produit de lui-même, de son apparente transparence et des opacités d'une énonciation problématique, voire impossible (comment faire le récit de sa propre vie, qui suppose distance et écart à soi-même, voire l'achèvement de cette vie, c'est-à-dire la mort de l'énonciateur ?). C'est à partir de quelques textes de Montaigne, Rousseau, mais surtout Stendhal, que Louis Marin examine ces questions dans La Voix excommuniée et L'Écriture de soi. La perspective est proche sur certains points de celle, structuraliste, de Philippe Lejeune dans Le Pacte autobiographique (approche résolument textuelle, en termes d'effets et de contrats de lecture), mais s'en différencie nettement par un questionnement plus philosophique et surtout par l'accent mis sur les paradoxes énonciatifs du genre autobiographique. C'est ce qui distingue Louis Marin de ses contemporains ou immédiats prédécesseurs dits structuralistes : là où ceux-ci envisagent le texte comme structure close, Louis Marin, par cette attention à son fonctionnement énonciatif, réintroduit le dynamisme d'écriture et de lecture du texte (comme, d'ailleurs, de la peinture). On a pu ainsi intégrer Louis Marin à la catégorie des penseurs post-structuralistes, catégorie un peu floue davantage utilisée aux États-Unis qu'en France, mais qui à son sujet rend compte d'un moment critique du structuralisme, qui à la fois en retient les leçons et en interroge les présupposés.

## Postérité

### Notoriété et influence
Louis Marin bénéficie d'une moindre notoriété que certains de ses contemporains et amis, comme Jacques Derrida, Jean-François Lyotard ou Michel de Certeau ; cela est probablement dû à ce que les ouvrages de Louis Marin paraissent moins œuvres de philosophie que commentaires de textes littéraires et philosophiques, et qu’ils touchent à des méthodes et des domaines très divers. Cependant, ses cours et ses livres ont eu et continuent d'avoir une influence sur certains historiens (Christian Jouhaud), historiens de l'art (Daniel Arasse), et historiens de la littérature (Hélène Merlin-Kajman).
Un site « Louis Marin » est réalisé. Ce dernier recense de façon exhaustive l'œuvre de Louis Marin et met gratuitement à disposition des étudiants et chercheurs un très grand nombre d'articles et de contributions.

### Le Centre Louis Marin (Université Johns Hopkins)
Il s'agit du Centre Louis Marin for Interdisciplinary French Studies, antérieurement Louis Marin Center for the Study of French Classical and Contemporary Culture and Science dont la direction a été confiée notamment à Marcel Detienne en 1992, puis à Stephen Nichols en 1993.
Ce centre fait l'objet d'un partenariat entre l'université Johns Hopkins et les Services culturels de l'ambassade de France, ayant été désigné en 1992 comme un des « Centre d'excellence d'études françaises » aux États-Unis. Son rôle est « d'organiser des séminaires, conférences et ateliers sur des thèmes liés à la France et au monde francophone, de favoriser des recherches communes entre universitaires de France, d'Europe et d'Amérique du Nord ainsi que des échanges entre universitaires et étudiants de l'université Johns Hopkins et d'établissements français d'enseignement supérieur ».

## Œuvres
- Études sémiologiques : Écritures, peintures (1971, rééd. Klincksieck, 2005).
- Sémiotique de la Passion, topiques et figures (Desclée de Brouwer - Aubier-Montaigne, 1971).
- Le Récit évangélique avec Cl. Chabrol (Aubier-Montaigne, 1972).
- Utopiques : jeux d'espaces (Minuit, 1973).
- La Critique du discours (Éditions de Minuit, 1975).
- Détruire la peinture (Éditions Galilée, 1977).
- Le récit est un piège (Éditions de Minuit, 1978).
- Le Portrait du roi (Éditions de Minuit, 1981).
- La Voix excommuniée. Essais de mémoire (Éditions Galilée, 1981).
- La Parole mangée et autres essais théologico-politiques (Klincksieck, 1986).
- Jean-Charles Blais, du figurable en peinture (Éditions Blusson, 1988).
- Pour une théorie baroque de l'action politique (En ouverture de : Gabriel Naudé, Considérations politiques sur les coups d'État, Les éditions de Paris, 1989).
- Opacité de la peinture. Essais sur la représentation en Quattrocento (Éditions Usher, 1989).
- Lectures traversières (Albin Michel, 1992).
- De la représentation (Seuil, 1993).
- Des pouvoirs de l’image, Gloses (ouvrage posthume publié au Seuil en 1993).
- Philippe de Champaigne, ou, La présence cachée (Hazan, 1995).
- Pascal et Port-Royal (PUF, 1997).
- De l'entretien (Minuit, 1997).
- Sublime Poussin (Seuil, 1998).
- L’Écriture de soi (PUF, 1999).
- Politiques de la représentation (Kime, 2005).
- Opacité de la peinture. Essais sur la représentation au Quattrocento (Éditions de l'EHESS, nouvelle édition, 2006).
- La Traversée des signes (Éditions de l'EHESS, coll. « Audiographie », vol. 21, mai 2019).